# Пасси

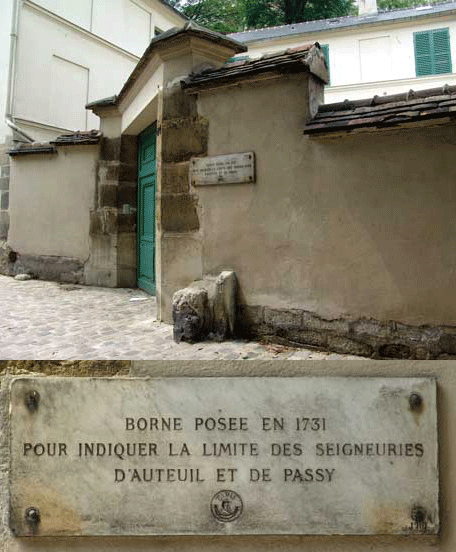
Пограничный знак Пасси (1731)

Пасси́ (фр. Passy) — район Парижа на правом берегу Сены, прилегающий к Булонскому лесу. Как и многие другие кварталы, Пасси стал частью города 1 января 1860 года и дал название 16-му округу. Сейчас границы квартала выходят далеко за границы прежней деревни и обозначают место проживания самых обеспеченных парижан — здесь проживают политики, аристократы, преуспевшие деловые люди, знаменитости.
Уже в 1939 году французский поэт и прозаик Леон-Поль Фарг писал о Пасси: «Пасси — это большая провинция, где семьи знакомы друг с другом, наблюдают друг за другом и ненавидят друг друга по той причине, что на чай у одной из семей собралось большее количество поэтов или политиков, чем у других. Ни пролетарии, ни бедняки не имеют доступа к этой вечной садовой вечеринке, которая проходит между площадью Виктора Гюго и Сеной».
В рассказе И. А. Бунина «В Париже» из цикла «Тёмные аллеи» упоминаются переулки в районе улицы Пасси, как местонахождение русской столовой, в которой происходят некоторые события рассказа. В романе А. И. Куприна «Жанета» действие также происходит в Пасси.

## Достопримечательности
С площади Трокадеро на высочайшей точке холма Шайо открывается самый красивый вид на Эйфелеву башню. Здесь расположен дворец Шайо, внутри которого находится музейный комплекс — Музей человека, Морской музей и Музей кино. Территорию дворца украшают самые большие фонтаны в Париже. В восточной части парка Трокадеро скрыт подземный «Аквариум Трокадеро», где представлены почти все виды рыб, водящиеся в реках Франции.
Достойным внимания является также кладбище Пасси, граничащее на юго-западе с площадью Трокадеро. На кладбище покоятся останки звезды американского немого кинематографа Пирл Уайт, художников-импрессионистов Эдуарда Мане и Берты Моризо и композитора Клода Дебюсси.
На улице Ренуара, в доме 47 (фр. 47, rue Raynouard) находится дом-музей Бальзака, а на улице Дез-О (фр. rue des Eaux) — Музей вина (фр. 5, square Charles Dickens) неподалёку от станции метро Пасси, где останавливаются поезда линии 6 парижского метро.

## Известные люди, проживавшие в Пасси
Бенджамин Франклин проживал в Пасси с 1777 по 1789 год во время войны за независимость США. Он активно поддерживал борьбу за независимость. В его небольшой типографии «Passy Press» печатались не только памфлеты, но и паспорта и научный труд «A Project for Perpetual Peace» (1782), который затрагивал в первую очередь вопрос мира в Европе. Франклин собрал общеевропейский Совет, где велись дискуссии по международным темам. Когда Франклин вернулся в Америку, новый американский посол во Франции, Томас Джефферсон, писал: «Городок как будто остался без патриарха, когда он уехал из Пасси» («When he left Passy, it seemed as if the village had lost its patriarch.»)
Итальянский композитор Джоаккино Россини, автор оперы «Севильский цирюльник», поселился в Пасси в 1863 году и проживал там в собственной вилле до самой смерти (1868). Здесь он написал своё последнее произведение «Краткая торжественная месса» ("Petite Messe Solennelle").
Французский писатель и филолог Франсуа Жюст Мари Ренуар также прожил свои последние годы в Пасси и умер здесь в 1836 году.
Пасси долгое время являлось местом проживания Виктора Гюго, где он и умер в доме 124 на авеню, названном ныне в его честь.

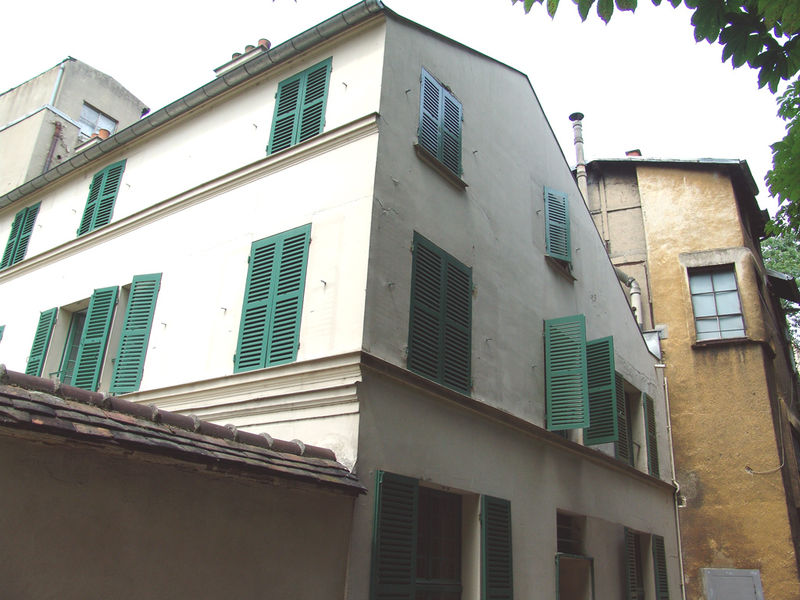
Дом-музей Бальзака на улице Рейнуар (47, rue Raynouard)

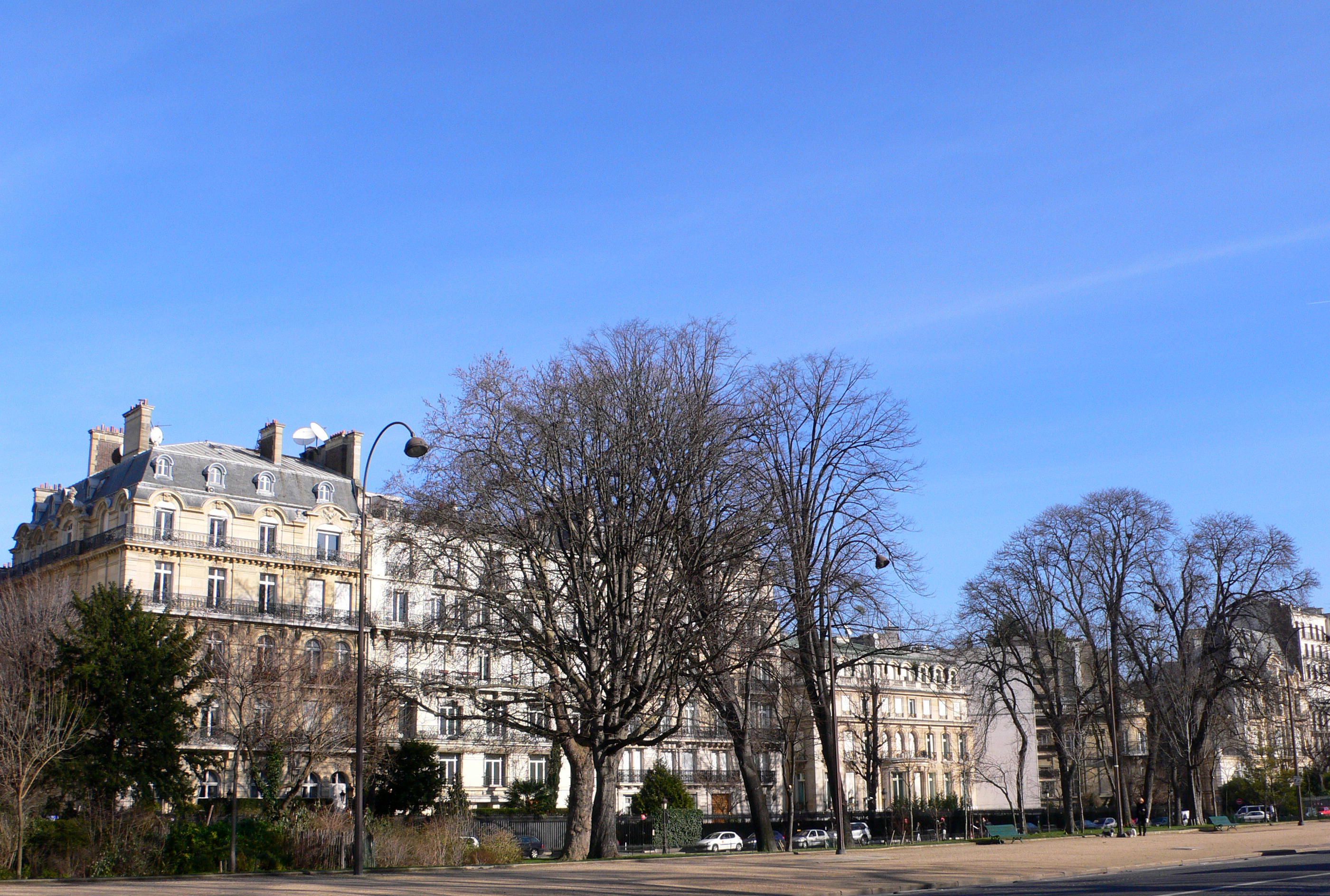
На авеню Фош расположены дома зажиточных парижан

Кроме того, в квартале в то или иное время проживали:
- Жорж Клемансо, политический и государственный деятель, журналист
- Фелисьен Сезар Давид, композитор
- Жак Феликс Дюбан (1798—1870) — архитектор
- Анри Батай, драматург
- Мария Каллас, оперная певица
- Фернандель, актёр театра и кино, комик
- Октав Мирбо, писатель, романист, драматург и публицист
- Изабелла II, королева Испании
- Теофиль Готье, поэт романтической школы
- Шарль Камиль Сен-Санс, композитор
- Генрих Гейне, немецкий поэт, публицист и критик
- Пьер Жозеф Прудон, публицист, экономист и социолог, один из основоположников анархизма
- Брижит Бардо, киноактриса и фотомодель
- Жюль Габриель Жанен, писатель, критик и журналист, член Французской академии
- Оноре де Бальзак, писатель
- Пьер Жан де Беранже, поэт и сочинитель песен
- Альфред де Мюссе, поэт, драматург и прозаик, представитель позднего романтизма
- Жан Ришпен, поэт, прозаик, драматург
- Жан Жорес, политический деятель, социалист
- Гийом де Водонкур, Фредерик Франсуа — генерал Наполеоновской армии и французский военный писатель
- Гюстав Надо́ (1820—1893), композитор, поэт, сочинитель песен и шансонье
- Ксавье де Монтепен (1823—1902), писатель, один из основоположников жанра бульварного романа.

После Октябрьской революции большое количество русских эмигрантов поселилось именно в Пасси:
- Бунин с женой (1, rue Jacques Offenbach),
- Шмелёв (91, rue Boileau),
- Куприн (1, rue Jacques Offenbach (1920-1921), 137, rue du Ranelagh (1922),1-bis, Bd de Montmorency (1922-1932), 20/22, rue Jouvenet (1932)),
- супруги Мережковский и Гиппиус (11-bis, Rue du Colonel Bonnet),
- супруги Иванов и Одоевцева (4, square Raynouard, до 1931 года — 13, rue Benjamin Franklin),
- Зайцев и супруги Осоргин и Бакунина (все трое — 26, rue Claude Lorrain),
- Тэффи (59, rue Boissiere),
- Набоков (59, rue Boileau),
- Замятин (14, rue Raffet),
- Шаляпин (22, avenue d’Eylau),
- художник Нилус (1, rue Jacques Offenbach),
- меценат Цетлин (118, rue de la Faisanderie (до 1925 года); 59, rue Nicolo (с 1927 года); 91, avenue Henri-Martin),
- театральный режиссёр Евреинов и писатель Ремизов (оба — 7, rue Boileau),
- художник Юрий Анненков (Hameau Boileau, 38,  rue Boileau),
- революционер Фондаминский

и многие другие. 
Поэт Бальмонт жил в Пасси в период своей первой эмиграции (с 1908 по 1915 — 60, rue de la Tour).